# Château d'Ancenis
O Château d'Ancenis é um castelo na comuna de Ancenis na França.
O castelo original foi erguido em 990 por Aremburga de Ancenis, viúva de Guerech, duque da Bretanha,
Devido à sua localização, desenvolveu-se rapidamente como um lugar ideal para a vigilância do rio, exercendo controle militar e econômico. Em 1411, o senhor e a senhora de Ancenis foram ordenados pelas autoridades a parar de deter barcos que passavam pelo castelo e extrair pedágios punitivos em suas cargas.
Sua posição estratégica significava que foi submetida a vários cercos entre os séculos XII e XVI, pelos reis ingleses Henrique II e João, os reis franceses Luís IX, Luís XI e Francisco II, Carlos, Duque da Bretanha e, sob as ordens do rei Carlos VIII, Luís de la Trémoille. Carlos VIII ordenou a demolição do castelo. Em 1488, ele escreveu para de la Trémoille e seus tenentes proibindo-os de permitir aos seus trabalhadores qualquer feriado até que a demolição estivesse completa. Escavações na década de 1950 descobriram bolas de canhão como evidência dos cercos do castelo.
A partir do século XVII, o papel militar do castelo diminuiu. Foi desmantelado por ordem de Richelieu em 1626. Seções de paredes de cortinas e torres foram desfiguradas ou removidas. Os fossas foram preenchidos com a construção de cais em 1840 e a criação de um internato ursulino em 1850, continuou os danos.